# 布爾達市鎮
布爾達市鎮是斯洛文尼亞西部的一個市镇，行政中心為多布羅沃。市镇范围從義大利邊界延伸至索查河。市镇面积为72平方公里，2010年人口数量为5,757人。